# علي الزين (عداء)
علي الزين عداء ألعاب قوى مغربي، ولد في 3 سبتمبر 1978 بمدينة عين بني مطهر، تخصص في سباق 3000 متر موانع.

## مسيرته
أول ظهور دولي للعداء علي الزين كان في بطولة العلم للناشئين سيدني 1996، احتل المركز الثالث في سباق 3000 متر موانع. سنة 1998 تم اختياره للانضمام للفريق الوطني المغربي المشارك في بطولة العالم للعدو الريفي التي أقيمت يمراكش، احتل الرتبة 12 في الفردي وساعد بلاده في حصول على ميدالية فضية في ترتيب الفرق خلف كينيا.
حصل على أول ميدالية له على الصعيد الدولي سنة 1999 بعد أن احتل الرتبة الثالثة في سباق 3000 متر موانع في بطولة العالم لألعاب القوى المقامة بإشبيلية.
في أوائل عام 2000، حقق علي الزين إنجاز آخر بعد فوزه بالميدالية البرونزية في بطولة العالم للعدو الريفي فرق بفيلامورا، استطاع في نفس السنة الانضمام للمنتخب المغربي المشارك بالألعاب الأولمبية بسيدني، وحقق لنفسه ولبلاده برونزية سباق 3000 متر موانع، ثم حقق سنة 2001 فضية بطولة العالم لألعاب القوى المقامة بإدمونتون.

## الجوائز

### الألعاب الأولمبية
- الألعاب الأولمبية 2000 بسيدني :
  -  ميدالية برونزية في 3000 متر موانع

### بطولة العالم
- بطولة العالم لألعاب القوى 1999 بإشبيلية :
  -  ميدالية برونزية في 3000 متر موانع
- بطولة العالم لألعاب القوى 2000 بإدمونتون :
  -  ميدالية فضية في 3000 متر موانع

### بطولة العالم للناشئين
- بطولة العالم للناشئين لألعاب القوى 1996 بسيدني :
  -  ميدالية برونزية في 3000 متر موانع

### بطولة العالم للعدو الريفي
- بطولة العالم للعدو الريفي 1998 بمراكش :
  -  ميدالية فضية (فرق)
- بطولة العالم للعدو الريفي 2000 بفيلامورا :
  -  ميدالية برونزية (فرق)

## وصلات خارجية
- علي الزين على موقع الاتحاد الدولي لألعاب القوى (الإنجليزية)
- علي الزين على موقع رابطة إحصائيات سباق الطريق (الإنجليزية)
- علي الزين على موقع اللجنة الأولمبية الدولية (الإنجليزية)
- علي الزين على موقع أوليمبيديا (الإنجليزية)